# Lista de episódios de Acapulco Shore
Esta é a lista de episódios de Acapulco Shore, reality show mexicano que estreou na MTV Latinoamérica em 27 de setembro de 2014.
O reality possui quatro temporadas já finalizadas e três minisséries. A quinta temporada está em produção.

## Resumo
| Temporada | Temporada | Episódios | Exibição no México     | Exibição no México    | Exibição no Brasil    | Exibição no Brasil      |
| Temporada | Temporada | Episódios | Estreia                | Final                 | Estreia               | Final                   |
| --------- | --------- | --------- | ---------------------- | --------------------- | --------------------- | ----------------------- |
|           | 1         | 12        | 27 de setembro de 2014 | 6 de dezembro de 2014 | 26 de janeiro de 2015 | 12 de fevereiro de 2015 |
|           | 2         | 13        | 19 de maio de 2015     | 11 de agosto de 2015  | 11 de outubro de 2015 | 3 de janeiro de 2016    |
|           | 3         | 14        | 17 de maio de 2016     | 16 de agosto de 2016  | 5 de junho de 2016    | 21 de agosto de 2016    |
|           | 4         | 12        | 11 de abril de 2017    | 27 de junho de 2017   | 28 de maio de 2017    | 13 de agosto de 2017    |
|           | 5         | 12        | 17 de abril de 2018    | ASA                   | 6 de maio de 2018     | ASA                     |

### Especiais
| Especial | Especial | Episódios | Exibição no México      | Exibição no México      | Exibição no Brasil  | Exibição no Brasil  |
| Especial | Especial | Episódios | Estreia                 | Final                   | Estreia             | Final               |
| -------- | -------- | --------- | ----------------------- | ----------------------- | ------------------- | ------------------- |
|          | PC       | 4         | 14 de fevereiro de 2017 | 8 de março de 2017      | 19 de março de 2017 | 16 de abril de 2017 |
|          | NG       | 4         | 14 de março de 2017     | 4 de abril de 2017      | 23 de abril de 2017 | 21 de maio de 2017  |
|          | AP       | 6         | 9 de janeiro de 2018    | 27 de fevereiro de 2018 | 29 de abril de 2018 | 3 de maio de 2018   |

## Episódios

### 1.ª Temporada (2014)
| N° serie | N° temp. | Título      | Exibição original                              |
| -------- | -------- | ----------- | ---------------------------------------------- |
| 1        | 1        | Episódio 1  | 27 de setembro de 2014 26 de janeiro de 2015   |
| 2        | 2        | Episódio 2  | 27 de setembro de 2014 27 de janeiro de 2015   |
| 3        | 3        | Episódio 3  | 4 de outubro de 2014 28 de janeiro de 2015     |
| 4        | 4        | Episódio 4  | 11 de outubro de 2014 29 de janeiro de 2015    |
| 5        | 5        | Episódio 5  | 18 de outubro de 2014 2 de fevereiro de 2015   |
| 6        | 6        | Episódio 6  | 25 de outubro de 2014 3 de fevereiro de 2015   |
| 7        | 7        | Episódio 7  | 1 de novembro de 2014 4 de fevereiro de 2015   |
| 8        | 8        | Episódio 8  | 8 de novembro de 2014 5 de fevereiro de 2015   |
| 9        | 9        | Episódio 9  | 15 de novembro de 2014 9 de fevereiro de 2015  |
| 10       | 10       | Episódio 10 | 22 de novembro de 2014 10 de fevereiro de 2015 |
| 11       | 11       | Episódio 11 | 29 de novembro de 2014 11 de fevereiro de 2015 |
| 12       | 12       | Episódio 12 | 6 de dezembro de 2014 12 de fevereiro de 2015  |

### 2.ª Temporada (2015)
| N° serie | N° temp. | Título      | Exibição original                          |
| -------- | -------- | ----------- | ------------------------------------------ |
| 13       | 1        | Episódio 1  | 19 de maio de 2015 11 de outubro de 2015   |
| 14       | 2        | Episódio 2  | 26 de maio de 2015 18 de outubro de 2015   |
| 15       | 3        | Episódio 3  | 2 de junho de 2015 25 de outubro de 2015   |
| 16       | 4        | Episódio 4  | 9 de junho de 2015 1 de novembro de 2015   |
| 17       | 5        | Episódio 5  | 16 de junho de 2015 8 de novembro de 2015  |
| 18       | 6        | Episódio 6  | 23 de junho de 2015 15 de novembro de 2015 |
| 19       | 7        | Episódio 7  | 30 de junho de 2015 22 de novembro de 2015 |
| 20       | 8        | Episódio 8  | 7 de julho de 2015 29 de novembro de 2015  |
| 21       | 9        | Episódio 9  | 14 de julho de 2015 6 de dezembro de 2015  |
| 22       | 10       | Episódio 10 | 21 de julho de 2015 13 de dezembro de 2015 |
| 23       | 11       | Episódio 11 | 28 de julho de 2015 20 de dezembro de 2015 |
| 24       | 12       | Episódio 12 | 4 de agosto de 2015 27 de dezembro de 2015 |
| 25       | 13       | Episódio 13 | 11 de agosto de 2015 3 de janeiro de 2016  |

### 3.ª Temporada (2016)
| N° serie | N° temp. | Título                                                     | Exibição original    |
| -------- | -------- | ---------------------------------------------------------- | -------------------- |
| 26       | 1        | Finalmente a Festa está Armada! En la cima del mundo       | 17 de maio de 2016   |
| 27       | 2        | A ressaca moral La cruda moral                             | 24 de maio de 2016   |
| 28       | 3        | Danelik                                                    | 31 de maio de 2016   |
| 29       | 4        | Modo Confusão: Ligado Modo desmadre: on                    | 7 de junho de 2016   |
| 30       | 5        | F de furioso                                               | 14 de junho de 2016  |
| 31       | 6        | Bernardo Mãos de Tesoura El joven manos de tijeras         | 21 de junho de 2016  |
| 32       | 7        | A Riviera do Ciúme La riviera de los celos                 | 28 de junho de 2016  |
| 33       | 8        | Os Reis da Bebedeira Los reyes de la peda                  | 5 de julho de 2016   |
| 34       | 9        | Essa Fulana La fulana esa                                  | 12 de julho de 2016  |
| 35       | 10       | A Casa de Úrsulo La casa de Úrsulo                         | 19 de julho de 2016  |
| 36       | 11       | Até Certo Ponto Hasta cierto punto                         | 26 de julho de 2016  |
| 37       | 12       | Uma Família Bem Normal Una familia bien normal             | 2 de agosto de 2016  |
| 38       | 13       | Nossa, Mas que Demais! Parte 1 Uy pero que bueno - Parte 1 | 9 de agosto de 2016  |
| 39       | 14       | Nossa, Mas que Demais! Parte 2 Uy pero que bueno - Parte 2 | 16 de agosto de 2016 |

### Especial: Prazer Sem Culpa (2017)
| N° serie | N° temp. | Título                    | Exibição original                           |
| -------- | -------- | ------------------------- | ------------------------------------------- |
| 40       | 1        | Amizade Amistad           | 14 de fevereiro de 2017 19 de março de 2017 |
| 41       | 2        | Zoação Desmadre           | 21 de fevereiro de 2017 26 de março de 2017 |
| 42       | 3        | Amor/Sexo                 | 28 de fevereiro de 2017 2 de abril de 2017  |
| 43       | 4        | 0 mais Shore Lo más Shore | 7 de março de 2017 16 de abril de 2017      |

### Especial: Nova geração (2017)
| N° serie | N° temp. | Título                                                        | Exibição original                       |
| -------- | -------- | ------------------------------------------------------------- | --------------------------------------- |
| 44       | 1        | Família de loucos Familia de locos                            | 14 de março de 2017 23 de abril de 2017 |
| 45       | 2        | Gravy sim ou não? Gravy si o Gavy no?                         | 21 de março de 2017 30 de abril de 2017 |
| 46       | 3        | Aos trancos e barrancos, se aprende. A los putazos se aprende | 28 de março de 2017 14 de maio de 2017  |
| 47       | 4        | Toda ação gera uma reação A cada acción una consecuencia      | 7 de abril de 2017 21 de maio de 2017   |

### 4.ª Temporada (2017)
| N° serie | N° temp. | Título                                                    | Exibição original                        |
| -------- | -------- | --------------------------------------------------------- | ---------------------------------------- |
| 48       | 1        | "Prova de Amor" "La prueba de amor verdadero"             | 11 de abril de 2017 28 de maio de 2017   |
| 49       | 2        | "Tia Brenda" "La tía Brenda"                              | 18 de abril de 2017 4 de junho de 2017   |
| 50       | 3        | "A rainha está de volta" "La reina is back"               | 25 de abril de 2017 11 de junho de 2017  |
| 51       | 4        | "Víctor, o cavalheiro errante" "Víctor caballero errante" | 2 de maio de 2017 18 de junho de 2017    |
| 52       | 5        | "Faça-o!" "Hágale pues"                                   | 9 de maio de 2017 25 de junho de 2017    |
| 53       | 6        | "Cachaça shore" "Aguardiente shore"                       | 16 de maio de 2017 2 de julho de 2017    |
| 54       | 7        | "Maldito encostado" "Pinche costal"                       | 23 de maio de 2017 9 de julho de 2017    |
| 55       | 8        | "O Trato" "Fotos reveladoras"                             | 30 de maio de 2017 16 de julho de 2017   |
| 56       | 9        | "Tchau Tony!" "La doble de Karime"                        | 6 de junho de 2017 23 de julho de 2017   |
| 57       | 10       | "As Cartas" "Fiestas bajo las sabanas"                    | 13 de junho de 2017 30 de julho de 2017  |
| 58       | 11       | "Bebendo na calçada" "Los Mawis siguen llorando"          | 20 de junho de 2017 6 de agosto de 2017  |
| 59       | 12       | "O que deixo e o que levo" "Se acabaron las vacaciones"   | 27 de junho de 2017 13 de agosto de 2017 |

### 5.ª Temporada (2018)
| ##N° serie | #N° temp. | Título                                           | Estreias                               | Código de produção |
| --- | --------- | ------------------------------------------------ | -------------------------------------- | ------------------ |
| 68 | 1         | "Um Novo Começo" "Un nuevo comienzo"             | 17 de abril de 2018 6 de maio de 2018  | 501                |
| Os veteranos de Acapulco se reúnem ao novo casting na casa original do programa que parece ter algum efeito sobre os moradores. |           |                                                  |                                        |                    |
| 69 | 2         | "Conhecendo Melhor" "Es hora de conocernos"      | 24 de abril de 2018 13 de maio de 2018 | 502                |
| Depois de uma primeira noite selvagem, os Shores passam a tarde na praia onde eles aproveitam para conversar. A noite chega trazendo bebidas, festas e uma competição entre Potro e Chile para saber quem leva Maria para o quartinho.                                                                                          |           |                                                  |                                        |                    |
| 70 | 3         | "Já Temos Trabalho" "Ya tenemos trabajo"         | 1 de maio de 2018 20 de maio de 2018   | 503                |
| O novo chefe chega à casa e já passa as novas obrigações para os Shores, que descobrem que suas tarefas não são nada parecidas com o que esperavam; o que parecia uma festa tranquila, termina em uma noite de loucura, com um final muito acidentado.                                                                          |           |                                                  |                                        |                    |
| 71 | 4         | "Pés pelas Mãos" "La metida de pata"             | 8 de maio de 2018 27 de maio de 2018   | 504                |
| Após o acidente de Fernando, Potro decide acompanhar o amigo ao hospital, mas as consequências do acidente logo se fazem notar; o novo chefe retorna para enviar os Shores para outro serviço. |           |                                                  |                                        |                    |
| 72 | 5         | "Acabou o Amor" "Adiós, amistad"                 | 15 de maio de 2018 3 de junho de 2018  | 505                |
| Após mais um dia de trabalho, os Shores resolvem buscar um lugar tranquilo para planejar a iniciação dos novos integrantes; Chile põe em prática a estratégia para conquistar Mane; uma brincadeira das meninas provoca a ira de Potro.                                                                                         |           |                                                  |                                        |                    |
| 73 | 6         | "Prêmios ah, Não!" "Los oh no Awards"            | 22 de maio de 2018 10 de junho de 2018 | 506                |
| Uma convidada colombiana se junta aos Shores enquanto Fernando vai se consultar com um médico para entender a gravidade de seu ferimento; a iniciação dos novos participantes está pronta e enquanto as meninas sofrem para completar as provas, Chile faz tudo que pode para ganhar o troféu de campeão nos Prêmios "Ah Não!". |           |                                                  |                                        |                    |
| 74 | 7         | "Um Dia de Muita Festa" "Un día de mucha fiesta" | 29 de maio de 2018 17 de junho de 2018 | 507                |
| Finalmente os novos "Acas" chegam na casa e aproveitam uma boa festa de boas-vindas; Fernando está de volta e Karime inaugura o quartinho da casa com um convidado inesperado. |           |                                                  |                                        |                    |
| 75 | 8         | "'" "Nos vamos a Chihuahua"                      | 5 de junho de 2018 24 de junho de 2018 | 508                |
| 76 | 9         | "'" "Adiós, amor"                                | 12 de junho de 2018 1 de julho de 2018 | 509                |
| 77 | 10        | "'" "La despedida de soltero"                    | 19 de junho de 2018 8 de julho de 2018 | 510                |

## Especiais

### Especial: Acaplay (2018)
| ##N° serie | #N° temp. | Título                                                                        | Estreias                                   | Código de produção |
| --- | --------- | ----------------------------------------------------------------------------- | ------------------------------------------ | ------------------ |
| 60 | 1         | "Éramos Felizes" "Qué felices que éramos!!"                                   | 9 de janeiro de 2018 23 de abril de 2018   | 301                |
| Relembre a alegria e ansiedade dos participantes ao entrarem na casa de Acapulco Shore pela primeira vez, os primeiros romances entre os participantes e as histórias malucas do casting de Acapulco.               |           |                                                                               |                                            |                    |
| 61 | 2         | "Não Quero Mais!!" "No ya no quiero, yano quiero!!!"                          | 16 de janeiro de 2018 23 de abril de 2018  | 302                |
| Mane, Potro, Fer e Brenda relembram seus primeiros passos em Acapulco Shore. |           |                                                                               |                                            |                    |
| 62 | 3         | "Novos Amigos, Medos e Hospitais" "Nuevos amigos, miedos y hospitales"        | 23 de janeiro de 2018 24 de abril de 2018  | 303                |
| Relembre o relacionamento entre Alexya e Potro, as preocupantes idas aos hospitais e a dificuldade dos novatos em acompanhar os veteranos de Acapulco Shore.                                                        |           |                                                                               |                                            |                    |
| 63 | 4         | "Histórias Tristes" "Acompañame a ver esta triste historia"                   | 30 de janeiro de 2018 25 de abril de 2018  | 304                |
| Relembre as maiores tretas, discussões e brigas de Acapulco Shore. |           |                                                                               |                                            |                    |
| 64 | 5         | "Round 847312"                                                                | 6 de fevereiro de 2018 30 de abril de 2018 | 305                |
| Fofocas, tretas, tatuagens, porradaria e mais fofocas. |           |                                                                               |                                            |                    |
| 65 | 6         | "Chefões, Amores e Tretas" "Bosses, amor y guerreros"                         | 13 de fevereiro de 2018 1 de maio de 2018  | 306                |
| Relembre os chefes de todas as temporadas de "Acapulco Shore". E ainda: o relacionamento entre Víctor e Danik, o choro descontrolado de duas participantes por amor, e claro, mais um pouco das tretas que rolaram. |           |                                                                               |                                            |                    |
| 66 | 7         | "Quedas, Desequilíbrio e Discussões" "Caídas, peleas y el guerrero al máximo" | 20 de fevereiro de 2018 2 de maio de 2018  | 307                |
| Relembre Brenda chegando na casa e flertando com todo mundo, a batalha generalizada contra Talia, o mau comportamento de Joyce durante sua participação e reveja participantes perdendo a compostura.               |           |                                                                               |                                            |                    |
| 67 | 8         | "Amores, Brigas e Despedidas" "Amores, peleas y despedidas"                   | 27 de fevereiro de 2018 3 de maio de 2018  | 308                |
| As brigas entre Talia e Mane, as festas, bebedeiras e as brincadeiras na praia: reviva tudo isso neste episódio. E ainda: Potro apaixonado, a melhor festa nudista que você respeita e o momento do adeus.          |           |                                                                               |                                            |                    |